# Dsembronja (Dorf)
Dsembronja (ukrainisch und russisch Дземброня; polnisch Dzembronia) ist ein Dorf in den Ostkarpaten im Süden der ukrainischen Oblast Iwano-Frankiwsk im Südosten der „Schwarzen Berge“ mit etwa 200 Einwohnern (2006).

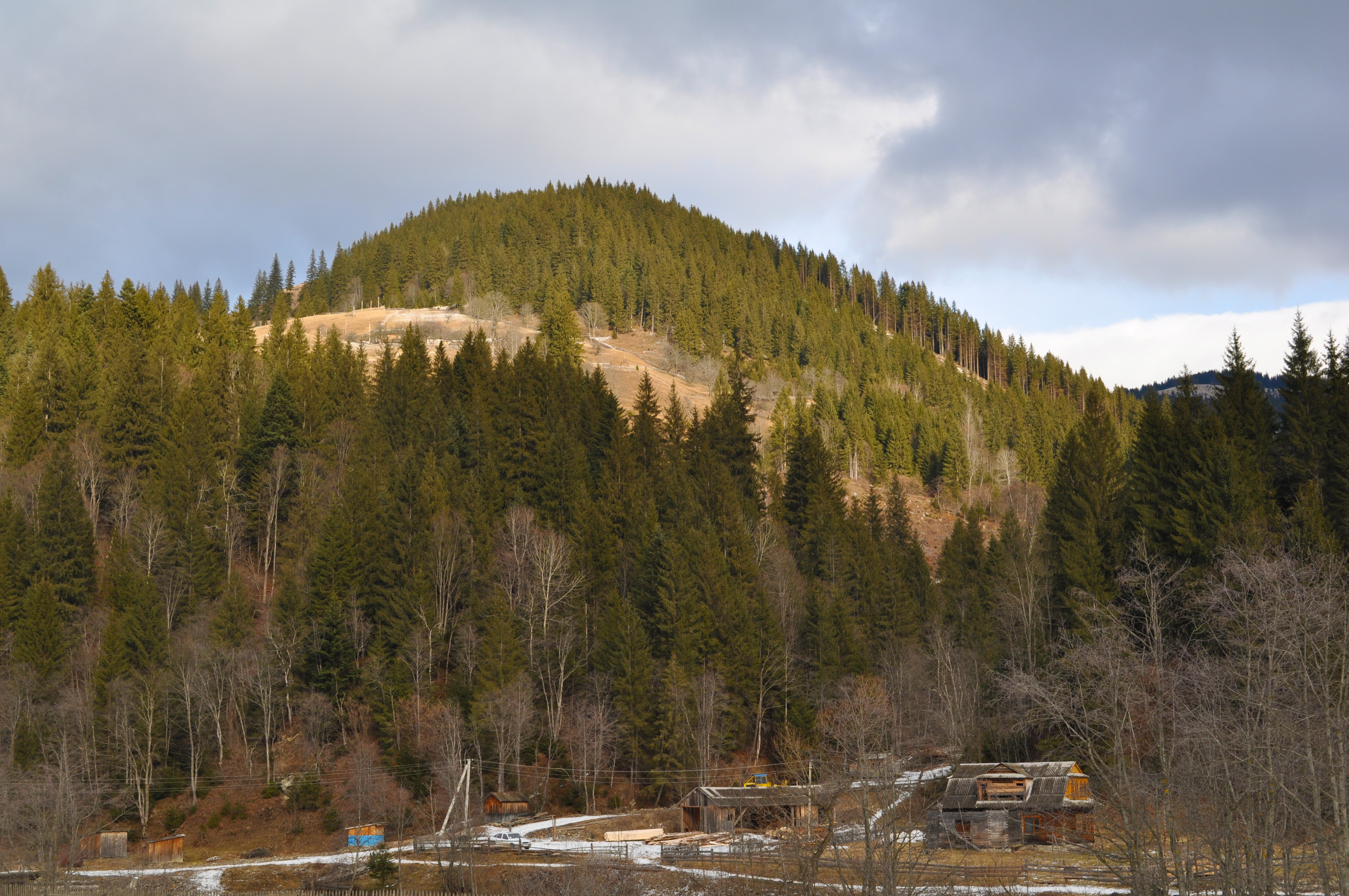
Dorfrand von Dsembronja

Das Dorf in Pokutien befindet sich am gleichnamigen, 12 Kilometer langen Bach (Дземброня (річка)) 130 km südlich der Oblasthauptstadt Iwano-Frankiwsk und 21 km südwestlich vom Rajonzentrum Werchowyna.
In der Nähe des Dorfes, das zwischen 1946 und 2009 den Namen Berestetschko (Берестечко) trug, befinden sich die Dsembronja-Wasserfälle (Дзембронські водоспади) sowie der, besonders am Iwan-Kupala-Tag stark besuchte, Pip Iwan mit der Ruine des Biały Słoń-Observatoriums.
Am 27. Februar 2020 wurde das Dorf ein Teil der neu gegründeten Landgemeinde Selene im Rajon Werchowyna, bis dahin war es ein Teil der Landratsgemeinde Bystrez im Norden des Rajons.